# Dionysia haussknechtii
Dionysia haussknechtii är en viveväxtart som beskrevs av Joseph Friedrich Nicolaus Bornmüller och Theodor Strauss. Dionysia haussknechtii ingår i dionysosvivesläktet som ingår i familjen viveväxter. Inga underarter finns listade i Catalogue of Life.

## Bilder

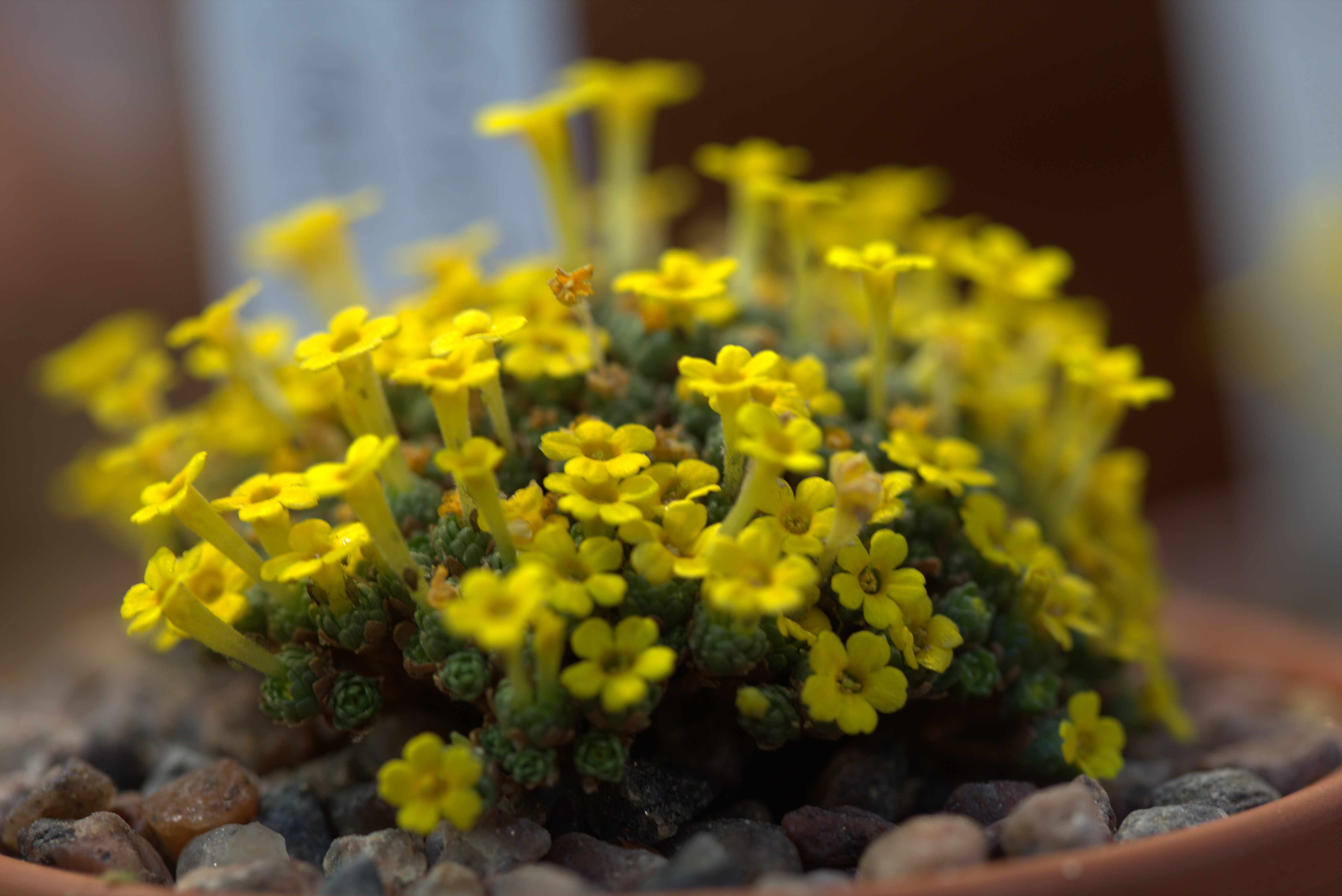
Dionysia haussknechtii i kruka.
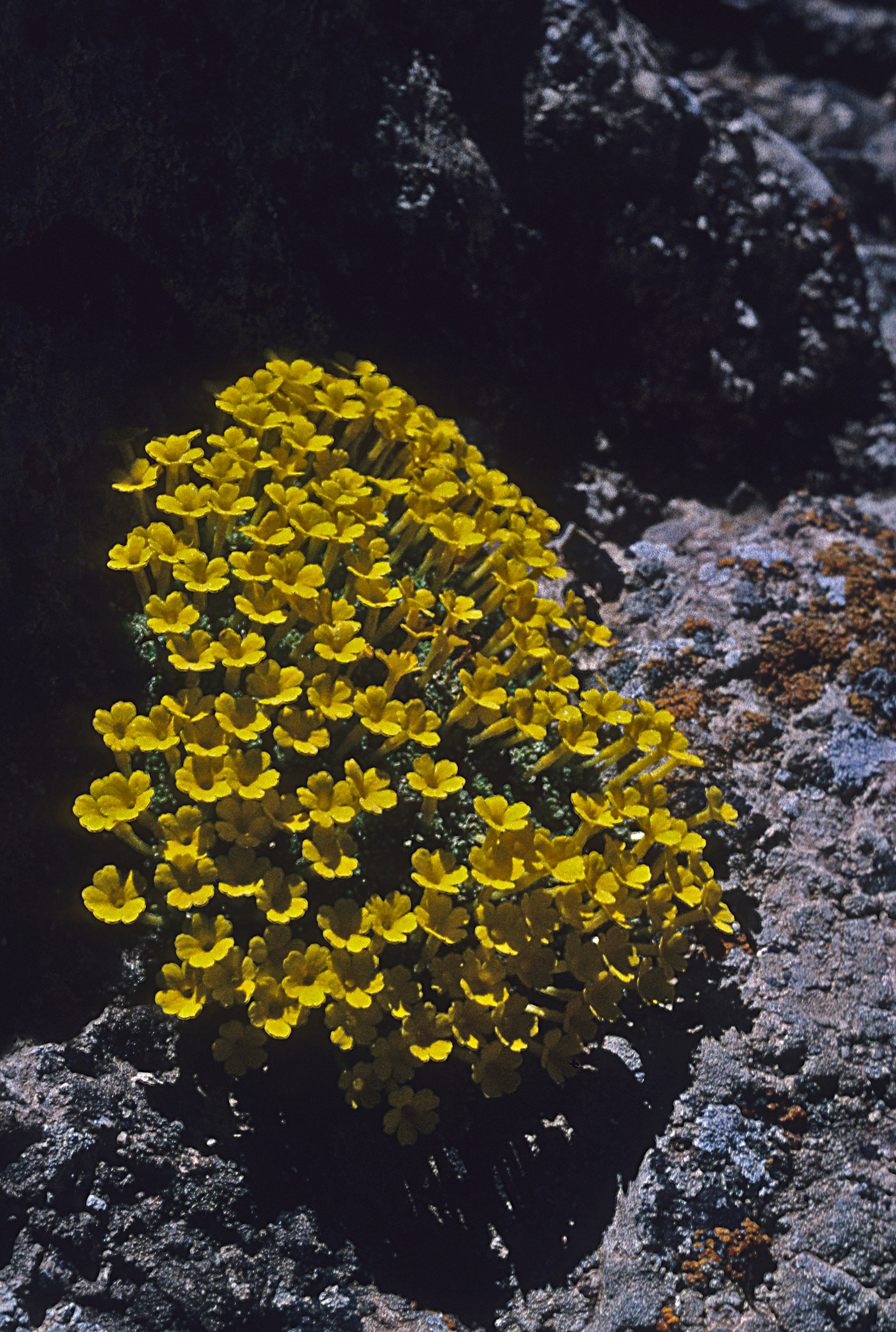
Vildväxande Dionysia haussknechtii.